# 봄의 제전 (영화)
《봄의 제전》(포르투갈어: Acto da Primavera 악투 다 프리마베라[*])은 마노엘 드 올리베이라 감독의 1963년 다큐픽션 영화이다. 안토니우 헤이스, 안토니우 소아르스, 도밍구스 카르네이루 감독이 공동감독했다.

## 출연
- 니콜라우 누느스 다 실바
- 루이스 드 소자
- 마누엘 크리아두
- 마리아 마달레나
- 아멜리아 샤베스
- 이르멜린다 피르스
- 제르마누 카르네이루
- 조제 폰세카
- 주스티니아누 알베스
- 주앙 루이스
- 주앙 미란다
- 프란시스쿠 루이스
- 헤나투 팔랴르스

## 같이 보기
- 다큐픽션
- 에스노픽션